# Sport w Szczecinie
Sport w Szczecinie – ogół działalności sportowej prowadzonej na terenie miasta Szczecina, obejmujący zarówno sport wyczynowy, jak i amatorski, rekreacyjny oraz młodzieżowy. Miasto posiada bogatą tradycję sportową sięgającą początków XX wieku, rozwijaną zarówno przez niemieckie, jak i polskie kluby sportowe. Obecnie Szczecin jest siedzibą licznych klubów działających w różnych dyscyplinach, w tym piłce nożnej, piłce siatkowej, lekkoatletyce, wioślarstwie, żeglarstwie, boksie i sportach walki. Ważną rolę w miejskiej infrastrukturze sportowej odgrywają także obiekty takie jak Netto Arena, Stadion im. Floriana Krygiera oraz Centrum Żeglarskie.

## Sport do 1945 r.

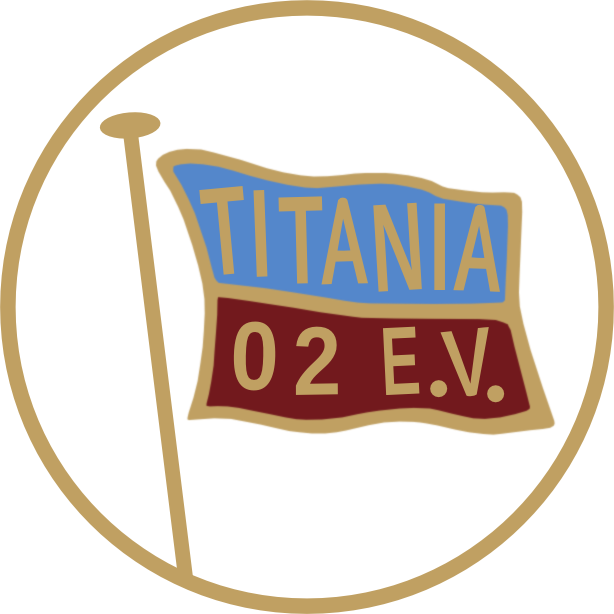

### Kluby sportowe zeSzczecinaistniejące przed 26 kwietnia 1945
Zespoły sportowe funkcjonujące na terenie przedwojennego Szczecina (wówczas niemieckiego miasta Stettin) przed jego przejęciem przez Polskę po zakończeniu II wojny światowej. Większość z nich powstawała w ramach niemieckich struktur sportowych, często jako kluby robotnicze, wojskowe lub związane z konkretnymi dzielnicami i zakładami pracy.
Działalność tych klubów zakończyła się wraz z wkroczeniem Armii Czerwonej do miasta 26 kwietnia 1945 roku oraz późniejszym przekazaniem Szczecina administracji polskiej. Po wojnie struktura sportowa miasta została całkowicie przebudowana, a nowe kluby tworzono już w ramach polskich organizacji sportowych.
Kluby sportowe ze Szczecina istniejące przed 26 kwietnia 1945:
- Luftwaffen SV Stettin (piłka nożna)
- MTV Pommerensdorf(inne języki) (Pomorzany; piłka nożna, występy w Gaulidze prowincji Pomorze)
- SG Nordring Stettin (piłka nożna, występy w Gaulidze prowincji Pomorze)
- Polizei SV Stettin(inne języki) (piłka nożna, występy w Gaulidze prowincji Pomorze, piłka ręczna)
- Preußen Stettin(inne języki) (lekkoatletyka, piłka nożna – uczestnik finałów Mistrzostw Niemiec: 1927/28(inne języki) – 1/8 finału; od sezonu 1940/1941 jako SV Borussia-Preußen Stettin)
- Reichspost Stettin 08, później VfB Reichspost Stettin (wioślarstwo; m.in. trzykrotne mistrzynie Niemiec z lat 1942–1944 w kat. dwójki podwójnej Grete Rübe i Rosemarie Wächter[1])
- RV Sport-Germania Stettin (wioślarstwo; m.in. w kat. jedynki: Paul Wolff – dwukrotny mistrz Niemiec w latach 1891 i 1892 oraz dwukrotny wicemistrz Niemiec z lat 1890 i 1893, Hans Wiegels – trzykrotny mistrz Niemiec z lat 1904–1906)
- Stettiner SC(inne języki) (lekkoatletyka)
- Stettiner SC(inne języki) (piłka nożna – uczestnik finałów Mistrzostw Niemiec: 1920/21(inne języki) – ćwierćfinał, 1925/26(inne języki) – 1/8 finału, mistrzowie Gauligi prowincji Pomorze z 1935 i 1938)
- FC Titania Stettin(inne języki) także Stettiner FC Titania(inne języki) (piłka nożna, uczestnik finałów Mistrzostw Niemiec: 1919/20(inne języki) – półfinał, 1921/22(inne języki) – ćwierćfinał, 1924/25(inne języki), 1926/27(inne języki), 1928/29(inne języki), 1929/30(inne języki) – 1/8 finału)
- RC Triton Stettin (wioślarstwo; niem. RC a. R-C=Ruder Club=klub wioślarski)
- TSV 1894 Stettin(inne języki) (piłka nożna, występy w Gaulidze prowincji Pomorze)
- VfB 08 Stettin (piłka nożna, występy w Gaulidze prowincji Pomorze)
- VfL Stettin(inne języki) (piłka nożna, mistrzowie Gauligi prowincji Pomorze z 1940)
- RC Viadrina Stettin (wioślarstwo)
- Waspo Stettin (pływanie)

## Sport po 1945 r.

### Kluby sportowe ze Szczecina powstałe po5 lipca1945
Zespoły sportowe założone w Szczecinie po przejęciu miasta przez polską administrację, formalnie ustanowionym 5 lipca 1945 roku. Tworzone były od podstaw przez polskich osadników, repatriantów oraz instytucje wojskowe, kolejowe i zakłady przemysłowe. Stanowiły fundament odbudowy życia sportowego w powojennym Szczecinie, będąc często kontynuacją tradycji klubów tworzonych w innych częściach przedwojennej Polski.
Nowo powstałe kluby pełniły istotną rolę integracyjną i społeczną, przyczyniając się do budowy lokalnej tożsamości i kształtowania szczecińskiej sceny sportowej w różnych dyscyplinach, takich jak piłka nożna, boks, żeglarstwo czy lekkoatletyka.

### Istniejące kluby sportowe ze Szczecina powstałe po 5 lipca 1945

#### Boks
- Olimp Szczecin[2]
- Skorpion Szczecin[3]
- SKB Spartakus Szczecin[4]
- Sokół Team Szczecin[5]

#### Kolarstwo
- Gryf Szczecin[6]
- Szczeciński Klub Kolarski[7]

#### Koszykówka
- Wilki Morskie Szczecin SSA [8]
- Bombardier Szczecin [9]

#### Lekkoatletyka i triathlon
- KS Olimpic Szczecin (lekkoatletyka)[10]
- Miejski Klub Lekkoatletyczny Szczecin (lekkoatletyka)[11]
- KS Ironman Szczecin (triatlon)[12]
- UKS OSoT Szczecin (skok o tyczce)[13]

#### Piłka nożna
- Pogoń Szczecin SA[14]

- Świt Szczecin[15]

- Akademia Pogoń Szczecin[16] (jako Pogoń II Szczecin)

- Iskierka Mirand Szczecin[17]

- AP Kasta Żaki Szczecin (Wcześniej Żaki Szczecin, oraz Kasta Majowe)[18]

- Jeziorak Szczecin[19]

- Arkonia Szczecin[20]
- Hutnik Szczecin[21]
- Stal Szczecin[22]
- Świt II Szczecin[23]
- Czarni Szczecin[24]
- Fase Szczecin[25]
- Okręt Szczecin[26]
- Sztorm Szczecin[27]
- Vielgovia Szczecin[28]
- Czarni II Szczecin[29]
- Future Szczecin[30]
- Hutnik II Szczecin[29]
- Kick OFF Szczecin[31]
- Okręt II Szczecin[29]
- Pionier Szczecin(inne języki)[32]
- Sztorm II Szczecin[29]
- Akademia piłkarska Żaki Szczecin[33]
- Bolluś Szczecin[34]
- BSS Szczecin[35]
- Getbol Podjuchy[36]
- Funinio Szczecin[37]
- Odra Szczecin[38]
- Orły Szczecin[39]
- Pogoń Szczecin Football Schools[40]
- Prawobrzeże Szczecin[41]
- Progres Warszewo [42]
- Salos Szczecin[43]
- Uniwersytet Piłkarski Szczecin[44]

#### Piłka nożna kobiet
- Pogoń Szczecin Kobiety[45]
- Ladies Football Academy Szczecin[46]
- Sztorm Szczecin (Drużyny mieszane)[47]

#### Piłka nożna halowa pięcioosobowa (futsal)
- FUTSAL Szczecin[48]
- SAF Szczecin[49]

#### Piłka ręczna
- Sandra Spa Pogoń Szczecin (piłka ręczna mężczyzn)[50]
- SPR Pogoń Baltica Szczecin (piłka ręczna kobiet)[50]
- MKS Kusy Szczecin (piłka ręczna kobiet)[51]
- UKS Fenix 59 Szczecin (zespoły mieszane)[52]

#### Siatkówka
- KS Stocznia Szczecin (siatkówka mężczyzn)[53]
- Piast Szczecin (siatkówka kobiet)[54]

#### Żeglarstwo i sporty wodne
- Jacht Klub AZS Szczecin (żeglarstwo)[55]
- SEJK Pogoń Szczecin (żeglarstwo)[56]
- Ślizg Szczecin (sporty motorowodne i narciarstwo wodne)[57]
- AZS Szczecin (wioślarstwo)[58]
- Yacht Klub Polski Szczecin (żeglarstwo)[59]
- Arkonia Szczecin (piłka wodna)[60]

#### Brydż
- PIONIER Entuzjaści Szczecin (brydż)[61]
- AZS Uniwersytet Szczeciński (brydż)[62]
- Klub Picwicka Szczecin (brydż)[63]
- Piątek Szczecin (brydż)[64]

#### Szachy
- Gryf Szczecin[65]
- Hutnik Szczecin[66]
- Pod Wieżą[67]

#### Inne
- Aeroklub Szczeciński (różne formy latania w powietrzu)[68]
- Automobilklub Szczeciński (motoryzacja)[69]
- Bodaikan Szczecin (karate shotokan)[70]
- Centrum Capoeira Szczecin (capoeira)[71]
- Kaskada Szczecin Rugby Klub (rugby)[72]
- AZS ZUT Rugby Szczecin (rugby)[73]
- Miejski Klub Pływacki Szczecin (pływanie)[74]
- Szczecin Titans (baseball)[75]
- Szczecińska Szkoła Tenisa (tenis)[76]
- KS Pétanque Szczecin (pétanque)[77]
- KS Puenta Szczecin (pétanque)[77]
- Feniks Szczecin (Kajak-polo)[78]
- Salos Szczecin (tenis stołowy)[79]
- Klub Sportowy Inwalidów Start Szczecin[80]
- Albatros Szczecin (Ultimate Frisbee)[81]

### Nieistniejące kluby sportowe ze Szczecina powstałe po 5 lipca 1945:
- Czarni Szczecin (kolarstwo)
- Elektrobud BoGo Szczecin (kolarstwo)
- MKS Pałac Młodzieży (żeglarstwo)
- Dragoni Szczecin (lacrosse)
- Armada Szczecin - (futbol amerykański)[82]
- Husaria Szczecin (futbol amerykański)[83]
- Wicher ZRIB Warszewo (futsal)
- Pogoń 04 Szczecin (futsal)[84][85]
- Selfa Szczecin (futsal)[85]
- Miejski KS Polonia-Piłka Szczecin (futsal)[85]
- Moto 46 Szczecin (futsal)[85]
- Łącznościowiec Szczecin(inne języki) (piłka ręczna kobiet)[86]
- Czarni Szczecin (wioślarstwo)[87]
- Wiskord Szczecin (kajakarstwo)[88]
- Klub Sportowy Budowlani Szczecin (wielosekcyjny)
- Gryf Szczecin (amp futbol)
- AZS Radex Szczecin[89] (koszykówka)
- Gryf Szczecin (amp futbol)

## Obiekty sportowe

### Istniejące obiekty sportowe:
- Stadion Miejski im. Floriana Krygiera[90]
- Netto Arena[91]
- Miejski Stadion Lekkoatletyczny[92]
- Stadion Arkonii Szczecin[93]
- Floating Arena[94]
- Szczeciński Dom Sportu[95]
- Tor Kolarski[96]
- Stadion Stali Szczecin
- Stadion Świtu Skolwin
- Hala Miejska na ul. Twardowskiego[97]
- Stadion Hutnika Szczecin[98]
- Miejski Obiekt Sportowy przy ul. Kresowej[99]
- Boisko ul. Witkiewicza[100]
- Stadion Iskierki Szczecin[101]
- Obiekt Sportowy Bukowe[102]
- Stadion Kijewo[103]
- Stadion Jezioraka Szczecin[104]
- Stadion Vielgowia Szczecin[105]
- Stadion Salosu Szczecin[106]
- Szczecińskie korty tenisowe[107]
- Tor Gokartowy[108]
- Kryty tor gokartowy[109]

## Imprezy sportowe

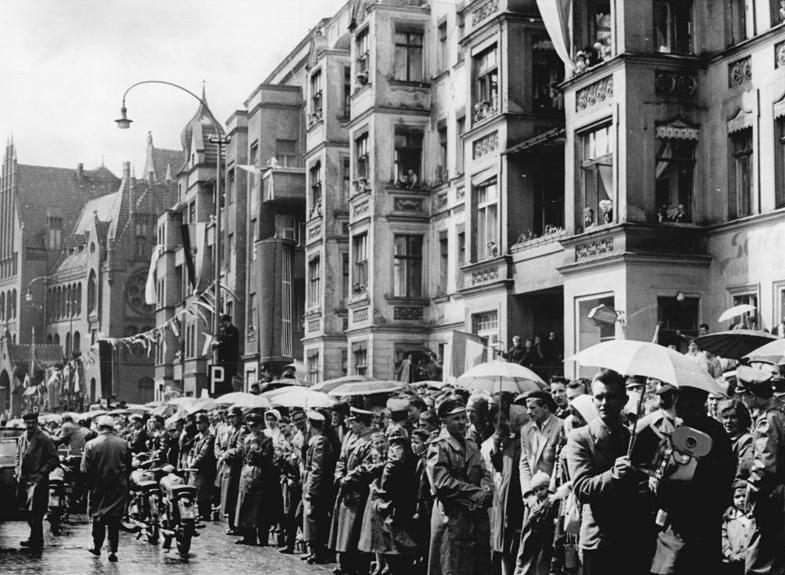
Przygotowania w al. Piastów do startu 6. etapu 14. Wyścigu Pokoju, 8 maja 1961

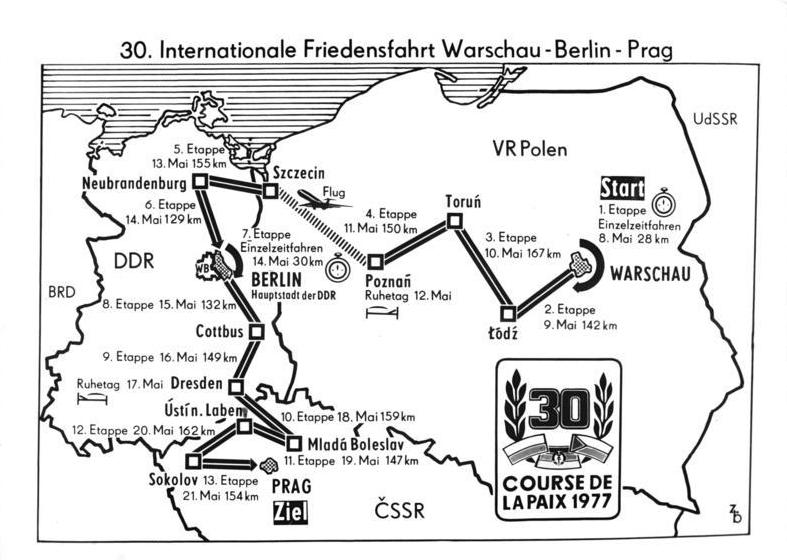
Trasa 30. MWP w 1977

### Kolarstwo:

#### Tour de Pologne
- 1948, 1953, 1957, 1959, 1989, 1996, 2001, 2002

#### Wyścig Pokoju
- 1961,1977, 1985, 1986

### Siatkówka:

#### Mistrzostwa Europy w Piłce Siatkowej Mężczyzn
- 2017 (Netto Arena)

### Gimnastyka Sportowa

#### Mistrzostwa Europy w Gimnastyce Sportowej
- 2019 (Netto Arena)